# 梅卡尼克斯堡 (印地安納州亨利縣)
梅卡尼克斯堡（英語：Mechanicsburg）是位於美國印地安納州亨利縣的一個非建制地區。該地的面積和人口皆未知。